# Алимов, Сергей Андреевич
Серге́й Андре́евич Алимов (14 сентября 1921, Москва — 17 октября 1990, Москва) — советский футбольный арбитр. Судья всесоюзной категории (30.12.1956). Судья международной категории (1963).

## Биография
Играл на позиции нападающего в московских клубах «Каучук» и «Красная роза». Судейскую карьеру начал в 1947 году. В высшей лиге чемпионатов СССР отсудил 121 матч. Награждён памятной золотой медалью за судейство 100 матчей чемпионатов СССР. Судил финал Кубка СССР 1967. Девять раз был в списках лучших судей сезона — 1959, 1960, 1961, 1962, 1963, 1964, 1965, 1966, 1967. Член президиума Всесоюзной коллегии судей — 1956—76, член президиума московской коллегии судей — 1954—72.
Был судьёй всесоюзной категории по хоккею с мячом, судил матчи чемпионатов и Кубка СССР.
Провёл свыше 30 международных матчей, в том числе отборочные игры чемпионатов мира и Европы.
Участник Великой Отечественной войны, награждён боевыми орденами и медалями.
Умер 17 октября 1990 года в Москве. Похоронен на 1-м участке Ваганьковского кладбища.